# Cristian Zanolini
Cristian Zanolini (Bozen, 4 augustus 1968) is een Italiaans voormalig professioneel wielrenner. Hij reed voor onder meer Carrera Jeans en Lampre.
Hij werd in 1991 derde op het Italiaanse kampioenschap op de weg voor amateurs.

## Belangrijkste overwinningen
1992
- Giro della Regione Friuli Venezia Giulia

## Resultaten in voornaamste wedstrijden
| Jaar | Luik-Bast.‑Luik | Ronde van Lombardije |
| ---- | --------------- | -------------------- |
| 1993 | 93e             | 71e                  |